# Sackers Green
Sackers Green is een gehucht in het civil parish Great Cornard en Newton in het bestuurlijke gebied Babergh, in het Engelse graafschap Suffolk. Sackers Green ligt ongeveer 5 kilometer ten zuidoosten van Sudbury. In Sackers Green staan 3 monumenten onder de English Heritage. Twee gebouwen hebben een 18e-eeuws uiterlijk en zijn hout-ingelijst en gepleisterd. De houten skeletten zijn waarschijnlijk uit de 17e eeuw. Deze gebouwen hebben twee verdiepingen.

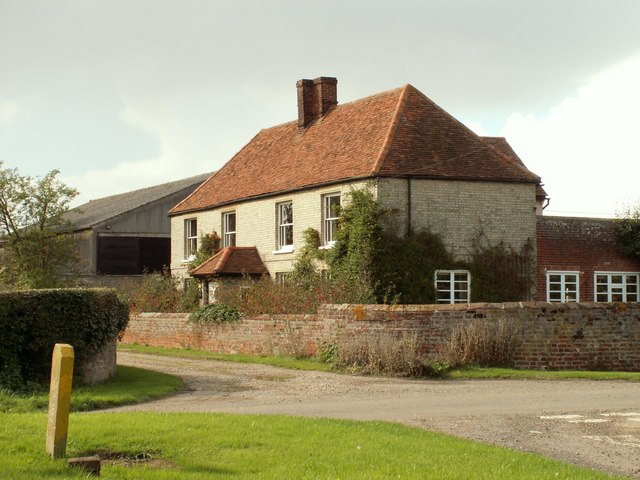
Little Greys farmhouse, Sackers Green (monument)